# Bjørn Larsson
Bjørn Larsson (* 18. Oktober 1924 in Oslo; † 23. November 2021) war ein norwegischer Ringer.

## Biografie
Bjørn Larsson verlor bei den Olympischen Sommerspielen 1952 in der Leichtgewichtsklasse des Freistilringens seine ersten beiden Kämpfe und schied somit vorzeitig aus.
Später war er bei Grorud IL im Orientierungslauf aktiv.